# Necati Ateş
Necati Ateş (Esmirna, Turquía, 3 de enero de 1980) es un exjugador de fútbol turco que jugaba como delantero.
Jugó cedido durante la temporada 2008-09 en las filas de la Real Sociedad de Fútbol de la Segunda división española. En la Real Sociedad disputó 35 partidos de Liga y marcó 1 gol. También disputó 1 partido de Copa del Rey.

## Selección nacional
Ha sido internacional con la selección de fútbol de Turquía, ha jugado 19 partidos internacionales y ha anotado 5 goles.

## Clubes
| Club                    | País    | Año       |
| ----------------------- | ------- | --------- |
| Altay Spor Kulübü       | Turquía | 1997-2001 |
| Aydinspor 1923 (cedido) | Turquía | 2000      |
| Adanaspor               | Turquía | 2001-2004 |
| Galatasaray             | Turquía | 2004-2009 |
| Ankaraspor (cedido)     | Turquía | 2007      |
| Belediyespor (cedido)   | Turquía | 2008      |
| Real Sociedad (cedido)  | España  | 2008-2009 |
| Antalyaspor             | Turquía | 2009-2012 |
| Galatasaray             | Turquía | 2012      |
| Eskişehirspor           | Turquía | 2012-2014 |
| Kayseri Erciyesspor     | Turquía | 2014-2015 |
| Karşıyaka Spor Kulübü   | Turquía | 2015-2016 |

## Palmarés

### Campeonatos nacionales
| Título               | Club        | País    | Año  |
| -------------------- | ----------- | ------- | ---- |
| Copa de Turquía      | Galatasaray | Turquía | 2005 |
| Superliga de Turquía | Galatasaray | Turquía | 2006 |
| Superliga de Turquía | Galatasaray | Turquía | 2012 |
| Supercopa de Turquía | Galatasaray | Turquía | 2012 |